# Mouloudia Club d'Oran (handball)
Cet article concerne la section handball du Mouloudia Club d'Oran. Pour les autres sections, voir MC Oran (homonymie).
La section handball du Mouloudia Club d'Oran est un club de handball algérien basé à Oran et créé en 1977. C'est l'une des sections du club omnisports fondé le 1er janvier 1917.
Le MC Oran section handball a une grande histoire au niveau national, arabe et africain, il a remporté plusieurs titres nationaux et internationaux.

## Histoire
La section masculine de handball est créée en 1977. Mais il faut attendre 1980 pour voir la création de la section féminine
Cependant le club a subi un grave revers au début des années 2000, il a été dissous par faute de moyens, de gestions et d'une direction mal organisée. Cependant il a été mis en service à nouveau très vite, au milieu des années 2000 mais rétrogradé en division 2. Depuis et faute de support de cette discipline dans le club et dans la ville d'Oran, le club a peiné à revenir en D1 jusqu'à la saison 2013-2014 où il parvient à accéder à l'élite.

## Infrastructures
Le MC Oran Accueille ces matchs dans le Palais des sports Hamou-Boutlélis à Médina Jedida qui est une salle omnisports la plus importante de la ville. Le club s'entraine aussi dans le mythique stade de handball et de basketball, le Stade CSO qui se trouve dans le quartier des Castors.

## Palmarès

### Section masculine
| Compétitions nationales | Compétitions régionales | Compétitions internationales                                              |
| --- | --- | ------------------------------------------------------------------------- |
| - Championnat d'Algérie (2) - Champion : 1983, 1993 - Vice-champion : 1998 - Coupe d'Algérie (2) - Vainqueur : 1984, 1986 - Finaliste : 1979, 1982, 1985, 1988, 1989, 1999 | - Championnat arabe des clubs champions (3) - Champion : 1983, 1984, 1988 - Finaliste : 1994 - Troisième place : 1985 - Coupe arabe des vainqueurs de coupe - Quatrième place : 1999 | - Coupe des vainqueurs de coupe (1) - Vainqueur : 1987 - Finaliste : 1988 |

### Section féminine
| Compétitions nationales                                                                                             | Compétitions régionales | Compétitions internationales                          |
| --- | ----------------------- | ----------------------------------------------------- |
| - Championnat d'Algérie (0) - Vice-champion : 1987, ... - Coupe d'Algérie (1) - Vainqueur : 1987 - Finaliste : 1988 | - néant                 | - Coupe des vainqueurs de coupe (0) - 4e place : 1988 |

## Personnalités liées au club

### Joueurs célèbres du passé
- Abdelkrim Bendjemil
- Abdeslam Benmaghsoula
- Chemseddine Bensenouci
- Houari Besbes
- Nacereddine Bessedjerari
- Abdeldjalil Bouanani
- Karim Bouguelmouna
- Mourad Boussebt
- Mohamed Bouziane
- Abdelhamid Boutchiche
- Djamel Doballah
- Mustapha Doballah
- Sofiane Elimam
- Nourreddine Hamdoune
- Jamel Harrat
- Ali Houd
- Bouâa Mekhloufi
- Salim Nedjel

### Entraîneurs célèbres
- Nacereddine Bessedjerari
- Chahreddine Mazari
- Sid Ahmed Tab (2011-2012, 2018-présent)
- Mekki Djillali (1983-1985)
- HOUD ALI

## Effectifs

### Section masculine
- L'effectif du MP Oran champion arabe des clubs 1983 était : Boussebt, Mehrouz, Benmeghsoula, Mekhloufi, Moumène, Mustapha Doballah, Djamel Doballah, Bensenouci, Houd, Bessedjrari, Abdelkrim Bendjemil, Harrat, Abdelhamid Boutchiche, Belhocine, Bensmail, Berremdhan. Entraineur : Mekki Djillali.
- L'effectif du MP Oran champion arabe des clubs 1984 était: Besbes, Beremdane, Bensenouci, Bendjemil, Houd, Moumène (2), Boutchiche, Bensemain, Douballa, Moumène (1), Harrat, Mekhloufi.
- L'effectif du MP Oran champion arabe des clubs 1988 était : Amrouche (GB), Bendjemil (1 but), Houd (2), Bensedjrari (5), Boutchiche (2), Bensenouci (3), Bouanani (3), Moumène (2), Boussetta (1). Entraineur : Fethi Berroual.
- L'effectif du MP Oran Coupe d'Afrique des vainqueurs de coupe 1987 était : Amrouche (GB), Elimam, Lahnèche, Bouanani, Boussetta, Bendjemil (28 buts), Bessedjrari (23 buts), Moumène (16 buts), Doballah (14 buts). Entraineur : Hadj Mokrani.

### Section féminine
L'effectif du Mouloudia Pétroliers d'Oran pour la saison 1986-1987 était composé de 16 joueuses : Dani Djamila (gardienne de but), Redjmi, Saidi, BenKoua, Khellafi Fatima (internationale), Laalem (internationale), Fahem, Hamdane (, internationale), Ben Amar, Mokadem (internationale), Semaoune Khalissa (internationale), Abdeslam, Berkoune, Zerga, Bensmaine, Aboudjella. L'équipe est entrainée depuis sept ans par Monsieur Mokhtari Abdelhakim , professeur d'éducation sportive (1er degré). Cette saison-là est marquée par la victoire en Coupe d'Algérie et la deuxième place dans le Championnat d'Algérie.